# Stade La Marmora-Pozzo
Le terrain omnisports Alessandro La Marmora - Stade Vittorio Pozzo (en italien : Campo polisportivo Alessandro La Marmora - Stadio Vittorio Pozzo), également connu sous le nom de Stade La Marmora-Pozzo (en italien : Stadio La Marmora-Pozzo), est un stade de football italien situé dans la ville de Bielle, dans le Piémont.
Le stade, doté de 5 000 places et inauguré en 1936, sert d'enceinte à domicile à l'équipe de football de l'Associazione Sportiva Dilettantistica La Biellese, d'athlétisme de l'Unione Giovane Biella, et de rugby à XV du Biella Rugby 1977.
Le stade porte le nom d'Alessandro La Marmora, général italien du XIXe siècle, et depuis 2008 de Vittorio Pozzo, ancien grand entraîneur italien de football.

## Histoire
Le stade ouvre ses portes dans le sud de la ville en 1936.
Depuis 1945, le club d'athlétisme de l'UG Biella utilise le stade.
La longueur de la piste d'athlétisme est de 400 mètres, et les dimensions du terrain de football sont de 105 x 60 mètres.
Un autre club résident de sport collectif s'est installé, le Biella Rugby.
Le stade a accueilli le match Italie-France du Tournoi des Six Nations féminin 2007 et une rencontre du Tournoi des Six Nations des moins de 20 ans en 2015.

## Événements

### Matchs internationaux de rugby à XV
Deux matches internationaux se sont joués au stade La Marmora-Pozzo :
| Date           | Compétition                     | Équipes                  | Score |
| -------------- | ------------------------------- | ------------------------ | ----- |
| 4 février 2007 | Tournoi des Six Nations féminin | Italie - France          | 17-37 |
| 6 février 2015 | Tournoi des Six Nations -20     | Italie -20 - Irlande -20 | 15-47 |